# تشارلي ريد
تشارلي ريد هو لاعب هوكي الجليد كندي، ولد في 14 أبريل 1892 في كالغاري في كندا، وتوفي في 23 نوفمبر 1953.

## وصلات خارجية
- تشارلي ريد على موقع HockeyDB.com (الإنجليزية)